# 梅森鎮區 (愛荷華州塞羅戈多縣)
梅森鎮區（英語：Mason Township）是位於美國愛荷華州塞羅戈多縣的一個行政鎮區。

## 地方資料
根據2010年美國人口普查的數據，梅森鎮區的面積為46.88平方千米，當中陸地面積為46.75平方千米，而水域面積為0.13平方千米。當地共有人口464人，而人口密度為每平方千米9.9人。